# Stazione di Bandito
Stazione di Bandito vasútállomás Olaszországban, Bra településen.

## Vasútvonalak
Az állomást az alábbi vasútvonalak érintik:
- Carmagnola–Bra-vasútvonal

## Kapcsolódó állomások
A vasútállomáshoz az alábbi állomások vannak a legközelebb:
- Stazione di Bra (Stazione di Alba, Line SFM4)
- Stazione di Sanfrè (Stazione di Ciriè, Line SFM4)